# Kruščica, Bela Crkva
Kruščica (izvirno srbsko Крушчица) je naselje v Srbiji, ki upravno spada pod Občino Bela Crkva; slednja pa je del Južnobanatskega upravnega okraja.

## Demografija
V naselju živi 801 polnoletni prebivalec, pri čemer je njihova povprečna starost 40,7 let (38,1 pri moških in 43,1 pri ženskah). Naselje ima 338 gospodinjstev, pri čemer je povprečno število članov na gospodinjstvo 2,93.
To naselje je, glede na rezultate popisa iz leta 2002, v glavnem srbsko.
|  |

| Demografija | Demografija     | Demografija     |
| Leto        | Št. prebivalcev | Št. prebivalcev |
| ----------- | --------------- | --------------- |
|             |                 |                 |
|             |                 |                 |
|             |                 |                 |
|             |                 |                 |
| 1948        | 1936            |                 |
| 1953        | 1926            |                 |
| 1961        | 1738            |                 |
| 1971        | 1478            |                 |
| 1981        | 1279            |                 |
| 1991        | 1185            | 1137            |
| 2002        | 1050            | 989             |
|             |                 |                 |

| Etnična sestava po popisu iz leta 2002 | Etnična sestava po popisu iz leta 2002 | Etnična sestava po popisu iz leta 2002 | Etnična sestava po popisu iz leta 2002 | Etnična sestava po popisu iz leta 2002 |
| -------------------------------------- | -------------------------------------- | -------------------------------------- | -------------------------------------- | -------------------------------------- |
| Srbi                                   | Srbi                                   |                                        | 706                                    | 71,38%                                 |
| Čehi                                   | Čehi                                   |                                        | 231                                    | 23,35%                                 |
| Romi                                   | Romi                                   |                                        | 23                                     | 2,32%                                  |
| Romuni                                 | Romuni                                 |                                        | 6                                      | 0,60%                                  |
| Madžari                                | Madžari                                |                                        | 6                                      | 0,60%                                  |
| Jugoslovani                            | Jugoslovani                            |                                        | 4                                      | 0,40%                                  |
| Slovaki                                | Slovaki                                |                                        | 3                                      | 0,30%                                  |
| Ukrajinci                              | Ukrajinci                              |                                        | 2                                      | 0,20%                                  |
| Makedonci                              | Makedonci                              |                                        | 2                                      | 0,20%                                  |
| Neznano                                | Neznano                                |                                        | 3                                      | 0,30%                                  |